# Майкл Фассбендер
Майкл Фассбендер, (англ. Michael Fassbender; нар. 2 квітня 1977, Гайдельберг) — ірландський актор німецького походження. Відомий ролями у фільмах «Безславні виродки» та «Люди Ікс: Перший клас». Також зіграв помітні ролі у стрічках «Небезпечний метод», «Центуріон», «Джейн Ейр», «300 спартанців», «Голод», "12 років рабства".
У 2011 р. отримав кубок Вольпі на Венеційському кінофестивалі за найкращу чоловічу роль у фільмі «Сором». Також за роль у цьому фільмі став номінантом на премії «Золотий глобус» (2012) і BAFTA (2012).

## Біографія
Майкл Фассбендер народився в Гайдельберзі (Німеччина) у сім'ї Адель (ірландка) та Йозефа Фассбендера (німець). 1979 р. сім'я переїхала в Ірландію до міста Кілларні, де батько актора відкрив ресторан та працював там шеф-кухарем. Відповідно до сімейного дерева Фассбендера, мати актора — прапраплемінниця ірландського революціонера Майкла Коллінза.
М. Фассбендер навчався у Лондонській театральній школі «Drama Centre London», яку успішно закінчив.
Першою роллю актора стала роль сержанта Бертона Крістенсона в популярному мінісеріалі «Брати по зброї».
Із останніх помітних ролей — лейтенант Арчі Хікокс «Безславні виродки», Квінт Дій «Центуріон», Магнето «Люди Ікс: Перший клас», психіатр Карл Юнг «Небезпечний метод», андроід Девід «Прометей».
10 вересня 2011 року Майкл Фассбендер отримав кубок Вольпи за найкращу чоловічу роль за роль Брендона в фільмі Стіва Макквіна «Сором».
8 серпня 2012 Фассбендер підписав контракт з компанією Ubisoft на головну роль і співпродюсера фільму за мотивами гри Assassin's Creed.

## Особисте життя
З кінця 2010 року по літо 2011 зустрічався з колегою по фільму «Люди Ікс: Перший Клас» Зої Кравіц, дочкою Ленні Кравіца.
З червня 2012 року по січень 2013 зустрічався з американською актрисою Ніколь Бехарі.
Зустрічався до березня 2014 з італійською моделлю і актрисою румунського походження Мадаліною Гені.
Актор почав зустрічатися зі своєю колегою по фільму «Світло між двох океанів» Алісією Вікандер. Пара побралася у жовтні 2017.

## Фільмографія

### Кіно
| Рік  |     | Українська назва                   | Оригінальна назва          | Роль                        |
| ---- | --- | ---------------------------------- | -------------------------- | --------------------------- |
| 2006 | ф   | 300 спартанців                     | 300                        | Стеліос                     |
| 2007 | ф   | Ангел                              | Angel                      | Есме                        |
| 2008 | ф   | Голод                              | Hunger                     | Боббі Сендс                 |
| 2008 | ф   | Райське озеро                      | Eden Lake                  | Стів                        |
| 2009 | ф   | Кривавий струмок                   | Blood Creek                | Річард Верт                 |
| 2009 | ф   | Акваріум                           | Fish Tank                  | Коннор                      |
| 2009 | ф   | Безславні виродки                  | Inglourious Basterds       | Лейтенант Арчі Гікокс       |
| 2009 | кф  |                                    | Man on a Motorcycle        | людина на мотоциклі         |
| 2010 | ф   | Центуріон                          | Centurion                  | Квінт Дій                   |
| 2010 | ф   | Джона Гекс                         | Jonah Hex                  | Берк                        |
| 2011 | ф   | Джейн Ейр                          | Jane Eyre                  | Едвард Рочестер             |
| 2011 | ф   | Люди Ікс: Перший Клас              | X-Men: First Class         | Магнето                     |
| 2011 | ф   | Небезпечний метод                  | A Dangerous Method         | Карл Юнг                    |
| 2011 | ф   | Сором                              | Shame                      | Брендон                     |
| 2011 | ф   | Нокаут                             | Haywire                    | Пол                         |
| 2012 | ф   | Прометей                           | Prometheus                 | Девід                       |
| 2013 | ф   | 12 років рабства                   | 12 Years a Slave           | Едвін Еппс                  |
| 2013 | ф   | Радник                             | The Counselor              | Радник                      |
| 2013 | док | 1                                  | 1                          | оповідач                    |
| 2014 | ф   | Френк                              | Frank                      | Френк                       |
| 2014 | ф   | Люди Ікс: Дні минулого майбутнього | X-Men: Days of Future Past | Магнето                     |
| 2015 | ф   | Повільний Захід                    | Slow West                  | Сайлас Селлек               |
| 2015 | ф   | Макбет                             | Macbeth                    | Макбет                      |
| 2015 | ф   | Стів Джобс                         | Steve Jobs                 | Стів Джобс                  |
| 2016 | ф   | Люди Ікс: Апокаліпсис              | X-Men: Apocalypse          | Ерік Ерік Леншер / Магнето  |
| 2016 | ф   | Світло між двох океанів            | The Light Between Oceans   | Том Шербурн                 |
| 2016 | ф   | Провини наші                       | Trespass Against Us        | Чед                         |
| 2016 | ф   | Кредо вбивці                       | Assassin's Creed           | Аґілар де Нерха/Каллум Лінч |
| 2017 | ф   | Пісня за піснею                    | Song to Song               | Кук                         |
| 2017 | ф   | Чужий: Заповіт                     | Alien: Covenant            | Девід Волтер                |
| 2017 | ф   | Сніговик                           | The Snowman                | Гаррі Голе                  |
| 2019 | ф   | Люди Ікс: Темний Фенікс            | X-Men: Dark Phoenix        | Магнето                     |
| 2023 | ф   | Вбивця                             | The Killer                 | Крістіан                    |
| 2023 | ф   | Наступний гол — переможний         | Next Goal Wins             | Томас Ронген                |
| 2025 | ф   | Kung Fury 2                        | Kung Fury 2                | Кольт Магнум                |
| 2025 | ф   | Операція «Чорний кейс»             | Black Bag                  | Джордж Вудхауз              |

### Телебачення
| Рік       | Українська назва                          | Оригінальна назва                                      | Роль                                   | Примітки                 |
| --------- | ----------------------------------------- | ------------------------------------------------------ | -------------------------------------- | ------------------------ |
| 2001      | Брати по зброї                            | Band of Brothers                                       | технік-сержант Бартон «Пет» Крістенсон | 7 епізодів               |
| 2001      | Серце і кості                             | Hearts and Bones                                       | Герман                                 | 3 епізоди                |
| 2002      | NCS Manhunt                               | NCS Manhunt                                            | Джек Сільвер                           | телесеріал               |
| 2002      | Голбі Сіті                                | Holby City                                             | Хрісіан Конноллі                       | 1 епізод                 |
| 2003      | Карла                                     | Carla                                                  | Роб                                    | телефільм                |
| 2004      | Ведмедик на ім'я Вінні                    | A Bear Named Winnie                                    | лейтенант Гаррі Ковлберн               | телефільм                |
| 2004      | Змова проти корони                        | Gunpowder, Treason & Plot                              | Гай Фокс                               | телефільм                |
| 2004      | ВВС: Найтаємніші вбивства                 | Julian Fellowes Investigates: A Most Mysterious Murder | Чарльз Браво                           | телефільм                |
| 2004      | Шерлок Холмс і справа про шовкову панчоху | Sherlock Holmes and the Case of the Silk Stocking      | Чарльз Аллен                           | телефільм                |
| 2004-2005 | Відьма                                    | Hex                                                    | Азазель                                | 12 епізодів              |
| 2005      | Закон Мерфі                               | Murphy's Law                                           | Каз Міллер                             | 5 епізодів               |
| 2005      | Наші потаємні життя                       | Our Hidden Lives                                       | німецький військовополонений           | телефільм                |
| 2005      | Вільям і Мері                             | William and Mary                                       | Лукаш                                  | 1 епізод                 |
| 2006      | Пуаро Агати Крісті                        | Agatha Christie's Poirot                               | Джордж Ебернеті                        | епізод «Після похоронуl» |
| 2006      | Випробування і відплата: Гріхи батька     | Trial & Retribution: Sins of the Father                | Дуглас Несбітт                         | телефільм                |
| 2007      | Красуні на видання                        | Wedding Belles                                         | Барні                                  | телефільм                |
| 2008      | Коханка диявола: віднесені пристрастю     | The Devil's Whore                                      | Томас Рейнсборо                        | мінісеріал               |
| 2011      | Смоляно-чорне пограбування                | Pitch Black Heist                                      | Майкл                                  | короткометражний фільм   |

## Нагороди та номінації
| Рік  | Назва                 | Нагорода                                                                                     | Результат |
| ---- | --------------------- | -------------------------------------------------------------------------------------------- | --------- |
| 2008 | Голод                 | Премія британського незалежного кіно. Найкращий актор                                        | Перемога  |
| 2008 | Голод                 | Чиказький міжнародний кінофестиваль — нагорода «Silver Hugo» — найкращий актор               | Перемога  |
| 2008 | Голод                 | Ірландська кіно- та теленагорода — найкращий актор                                           | Перемога  |
| 2008 | Голод                 | Премія гуртка лондонських кінокритиків — англійський актор року                              | Перемога  |
| 2008 | Голод                 | Європейський кіноприз — «Найкращий актор»                                                    | Номінація |
| 2009 | Акваріум              | Чиказький міжнародний кінофестиваль — нагорода «Gold Plaque» — найкращий актор другого плану | Перемога  |
| 2009 | Акваріум              | Премія гуртка лондонських кінокритиків — актор року другого плану                            | Перемога  |
| 2009 | Безславні виродки     | Премія Гільдії кіноакторів США — найкращий акторський склад в ігровому кіно                  | Перемога  |
| 2011 | Люди Ікс: Перший Клас | Національна рада кінокритиків США — нагорода «Сяюча зірка»                                   | Перемога  |
| 2011 | Небезпечний метод     | Премія гуртка лондонських кінокритиків — актор року                                          | Перемога  |
| 2011 | Джейн Ейр             | Національна рада кінокритиків США — нагорода «Сяюча зірка»                                   | Перемога  |
| 2011 | Сором                 | Венеційський кінофестиваль — нагорода «Кубок Вольпі» за найкращу чоловічу роль               | Перемога  |
| 2011 | Сором                 | Премія британського незалежного кіно — найкращий актор                                       | Перемога  |
| 2011 | Сором                 | Британська академія телебачення та кіномистецтва — найкращий актор                           | Номінація |
| 2011 | Сором                 | Золотий глобус — найкращий актор                                                             | Номінація |